# 加治ひとみ
加治 ひとみ (かじ ひとみ、1987年8月26日 - ）は、日本のモデル、美腸プランナー、タレント、アーティスト。身長163cm。エイベックス・マネジメント所属。2016年1月、デビュー。

## 人物
祖母の影響で小さい頃から歌うのが好きだった。学生時代はテニス部など運動をしていた。また学生時代から毎日書いていた日記を元に楽曲を制作して自分の存在を残したいと思いアーティストになりたいと思う。
26歳の時にアーティストデビューへの夢を諦めきれず、年齢的にも最後のチャンスと思いTGA（東京ガールズオーディション）2014年に応募。アーティスト部門グランプリ受賞した。
デビュー期間1年を経て28歳でAVEXより遅咲きのデビューを果たす。
本人の歌うオリジナル楽曲はすべて作詞を手がけていて、歌詞は昔から日記やノートにその時の気持ちなどを書き溜めていた。
JUJUの「この夜を止めてよ」をオーディションの審査の際に歌唱し、思い入れの強い曲でもある為、カバー映像をYouTubeで公開している。
しかしデビューして１年半、アーティストととして結果残せない為2019年からアーティスト活動以外の新たな道に挑戦しはじめる。
「腸活」が話題となりメディアに取り上げられる。モデルとしても多数起用され、幅広い分野で活躍中。
2020年12月10日初のビューティーフォトブック「かぢボディ。」を出版。
2022年12月2日順天堂大学医学部教授の小林弘幸先生との共著「かぢ習慣」を出版。
美腸プランナー、ナチュラルフード・コーディネーターという資格を所持している。

### 体のサイズ
バスト77cm、ウエスト56cm、ヒップ84cm、腕の長さは68cm、二の腕周りは21cm、脚の長さは87cm、太もも周りは43cm、顔の大きさは縦18.5cm、目の大きさは縦1.5cm、横3.5cm

## 出演

### テレビドラマ
- サレタガワのブルー（2021年7月14日 - 9月1日、MBS） -  吹田弁護士 役[7]

### WEB配信
- BEAUTY THE BIBLE「エピソード4 わたしカラーメイク」（2019年12月-、Amazonプライム）

### 参加ライブ、イベント

#### 2015年
- CDデビュー前にして、8月29日、「a-nation island  a-nation studium fes2015」にオープニングアクトとして出演[8]
- 12月4日、「DO ME KNOW」出演
- 12月19日、TGC CAMPUS 2015 XmasEdition 出演
- 2月28日、 TOKYO GIRLS COLLECTION2015 SPRING/SUMMER 出演

#### 2016年
- 3月20日、「東京ガールズミュージックフェス」スペシャルオープニングアクトとして出演
- 3月27日、FM OSAKAが推進する飲酒運転撲滅のための10000人のライブ!!!!!「LIVE SDD 2016」への出演
- 7月23日、『SHE HER HERS vol.0』ライヴ出演
- 7月30日、アニメ双星の陰陽師イベント「陰陽祭2016」出演
- 8月8日、「Campus Summit 2016」出演
- 9月3日、「東京ガールズコレクション2016 AUTUMN/WINTER」出演

#### 2018年
- 4月1日、「東京ガールズコレクション2018 SPRING/SIMMER」出演
- 6月16日 Kiehls ヘルシースキンガーデン イベント出演
- 7月28日 「ファンファンスプラッシ2018」出演
- 8月18、19日 「a-nation2018 大阪」出演
- 8月25、26日 「a-nation2018  東京」出演
- 9月16日 「GirlsAward2018 in 幕張」メインアクト出演
- 10月27日 「読売テレビ主催 モンスターハロウィンカーニバル」出演
- 11月4日 「厚木ミュージックフェスティバル2018」MC.歌唱出演

### 雑誌
- VOCE
- MAQUIA
- 美的
- CLASSY
- and GIRL
- SWEET
- Steady
- anan
- 東京カレンダー
- 週刊プレイボーイ

### WEB
- CLASSY ONLINE
- andGIRL WEB
- MAQUIA
- 美的com

### 広告
- YA-MAN TOKYO JAPAN ボディケア商品アンバサダー
- KOSE/ジュレームアミノシャンプー アンバサダー
- FaceTitude/カラーコンタクト
- TIGORA / BEAMS DESIGN アンバサダー
- カーシカシマ 2020-2021 AW イメージモデル
- 味の素㈱「ほんだし®」アンバサダー 2021.11月～
- 株式会社 明治「オリゴスマート」広告WEBCM　2022.2月

### タイアップ
- ワタベウェディング ダナンリゾート
- 参天製薬 サンテボーテ
- 花王 JERGENS
- アルペン
- カゴメ「野菜をとろう」野菜アンバサダー

## ディスコグラフィ

### ミニアルバム
| 枚  | 発売日        | タイトル   |
| --- | ------------- | ---------- |
| 1st | 2016年1月27日 | ルール違反 |
| 2nd | 2017年8月23日 | TROUBLE    |

### フルアルバム
| 枚  | 発売日       | タイトル |
| --- | ------------ | -------- |
| 1st | 2017年3月1日 | NAKED    |

### シングル
| 枚  | 発売日       | タイトル              |
| --- | ------------ | --------------------- |
| 1st | 2016年8月3日 | In My Hi-Heel／アイズ |

### デジタルシングル
| 発売日        | タイトル              |
| ------------- | --------------------- |
| 2016年4月6日  | アイズ                |
| 2016年6月8日  | EXILE COVER「Ti Amo」 |
| 2018年7月18日 | My perfect sky        |

## 書籍
| 発売日         | タイトル     |
| -------------- | ------------ |
| 2020年12月10日 | かぢボディ。 |
| 2022年12月2日  | かぢ習慣     |

## TV出演
- 2017年8月 アウト×デラックス
- 2019年8月 キスマイ超BUSAIKU!?
- 2020年3月 人生が変わる1分間の深イイ話
- 2020年5月 土曜はナニする!?
- 2020年7月 関テレ「ウラマヨ」
- 2020年8月 有吉ジャポンII ジロジロ有吉
- 2020年11月 ダウンタウンDX
- 2021年2月 ゴゴスマ -GO GO!Smile!-
- 2021年3月 ヒルナンデス!
- 2021年4月 ダウンタウンDX2時間SP
- 2021年4月 関ジャニ∞のジャニ勉
- 2021年5月 土曜はナニする!?
- 2021年8月 踊る!さんま御殿!!
- 2021年9月 めざまし8
- 2022年9月 ホンマでっかTV

## エイベックスデビュー前の作品
- イメージビデオ ひとみのなかに 2007年
- デジタルシングル KARADA     KAJI on the INTELLIGENCE  2012年